# Nathalie Gascon
Nathalie Gascon est une actrice québécoise née le 17 décembre 1955. Elle est la fille du comédien Jean Gascon et était la conjointe du comédien Guy Nadon. Elle est aussi la mère du joueur de football canadien Arnaud Gascon-Nadon.

## Biographie
Elle est la porte-parole de l'AFSAS.
Elle a aussi fait un épisode de La Petite Vie où elle y a joué le rôle d'un médecin.

## Théâtre
- 1982 : Pied de poule[1] : Olive Houde / Dr Gaillard / Singapour Sling

## Filmographie
Cinéma
- 1977 : M'en revenant par les épinettes : Manouche
- 1991 : Amoureux fou de Robert Ménard : Sarah
- 2003 : La Grande Séduction : Madame Martin

Télévision
- 1980 : Aéroport: Jeux du hasard (TV) : Une fille
- 1982 - 1986 : La Bonne Aventure (série télévisée) : Martine Poliquin
- 1987 - 1990 : L'Héritage (série télévisée) : Miriam Galarneau
- 1989 : Des dames de cœur (série télévisée) : Martine Poliquin
- 1989 - 1991 : Un signe de feu (série télévisée) : Martine Poliquin
- 1993 - 1997 : Sous un ciel variable : Dr. Lizotte
- 1996 : Omertà (« Omerta, la loi du silence ») (série télévisée) : Isabelle Létourneau
- 1996 - 1997 : Urgence (« Urgence ») (série télévisée) : Dr. Claire Alarie
- 1996 - 2004 : Virginie (série télévisée) : Andrée Constantin
- 1999 - 2001 : Rue l'Espérance (série télévisée) : Mireille Bissonnette
- 1999 - 2003 : Cornemuse (série télévisée) : Lazuli (Mère de Tibor)